# Hans Seehase
Hans Heinrich Friedrich Seehase (* 5. März 1887 in Rostock; † 19. September 1974 in Schalksmühle) war ein deutscher Ingenieur und Erfinder.

## Biografie
Hans Seehase wurde als Sohn des Bahnhofswirts Johann Joachim Friedrich Seehase im zu Rostock gehörenden Ostseebad Warnemünde geboren. Er besuchte die Volksschule in Warnemünde und anschließend das Realgymnasium in Rostock, was er 1907 mit dem Abitur beendete. Nach einem Praktikum auf der Neptun-Werft fuhr Hans Seehase zur See und studierte bis 1912 Maschinenbau an der TH Charlottenburg und arbeitete bis 1914 als Assistent an der Hochschule. 1914 promovierte er mit Auszeichnung über „Die experimentelle Ermittlung des Verlaufes der Stoßkraft und die Bestimmung der Deformationsarbeit beim Stauchversuch“ und bekam eine Anstellung als Privatdozent. Während des Ersten Weltkriegs lernte er Joseph Sablatnig kennen. Seehase wurde 1916 Technischer Leiter in dessen Flugzeugfirma. Für Sablatnigs Fluggesellschaft entwickelten beide ab 1918 diverse Zivilflugzeuge, wie beispielsweise das Verkehrsflugzeug SAB P III, das auf der Strecke Berlin–Warnemünde–Kopenhagen verkehrte. Die Linie gehörte Sablatnig. Bei der Entwicklung waren schon Seehases Prinzipien – sicher, einfach und zerlegbar – angewendet worden. So waren Flügel und Leitwerk beiklappbar und damit ein Transport per Bahn problemlos möglich. Schon 1921 entwickelte Seehase ein zusammenlegbares Kleinauto mit 10 PS und einem Verbrauch von nur 6,5 Liter auf 100 km, wenig später ein zerlegbares Motorrad.
In der Zeit des Motorflugzeugbauverbotes half er Studenten der TH Charlottenburg beim Bau des Segelflugzeugs „Charlotte“. Für seine fortwährende Unterstützung auch beim Bau des Nachfolgetyps „Charlotte II“ wurde ihm die Ehrenmitgliedschaft der Akademischen Fliegergruppe angetragen.
Seehase gründete nach dem Konkurs der Firma Sablatnigs 1923 in Berlin die Firma Dr. Seehase-Leichtbau, in der er hauptsächlich Rechenschieber und Zeichengeräte herstellte. Durch diese Produktion konnte er weitere technische Projekte finanzieren. In dieser Zeit konstruierte und entwickelte Seehase einen Drachenfallschirm, den er am 23. April 1923 erstmals auf dem Tempelhofer Feld in Berlin erprobte. Mit dem 1923 angemeldeten Patent Nr. 398388 war Seehase sicher der erste Drachengleitschirmflieger. Die Lizenz zum Nachbau wurde an die Marine vergeben. 1936 unternahm er Testflüge in einem von ihm entwickelten Muskelkraft-Flugzeug, mit dem er Flüge von bis zu 90 Metern unternahm. Er erhielt aber keine weitere Starterlaubnis für Plätze mit festem Belag, da die Versuche kurz vor Beginn des Krieges „militärisch unwichtig“ waren.
Seehase besaß 200 Patente, von denen einige weltweit Anerkennung fanden.
1938 heiratete Hans Seehase die Dichterin Charlotte Grüber (1907–1993). Nach dem Ende des Zweiten Weltkriegs zog Seehase mit seiner Familie nach Warnemünde. Hier setzte er die Fabrikation von Rechenschiebern und Zeichenschablonen fort. 1970 übersiedelte er nach Westdeutschland.
Ehrungen
An seinem Wohnhaus in der Warnemünder Anastasiastraße 42 erinnert eine Gedenktafel an Seehase und seit 2010 trägt eine Straße im Rostocker Ortsteil Südstadt seinen Namen.